# Chemin Smyth
 (avril 2025).
Pour les articles homonymes, voir Smyth.
Le chemin Smyth ( /s m aɪ θ / ) ( Ottawa Road #72 ), est l'une des principales routes de l'est d'Ottawa, Ontario, Canada. Il s'étend de la promenade Riverside jusqu'au Boulevard Saint-Laurent. Le quartier résidentiel qu'il dessert a été développé dans les années 1950. La rue était à l'origine bordée de grands ormes, donnant à la zone le nom d'Elmvale Acres.
Le chemin Smyth abrite deux des trois campus de l'Hôpital d'Ottawa, dont l'hôpital Riverside situé près de la promenade Riverside, du Transitway d'OC Transpo Sud-Est, de la promenade Alta Vista et de la rivière Rideau. Il comprend également l'Hôpital général d'Ottawa  situé dans un grand complexe médical qui comprend l'Hôpital pour enfants de l'est de l'Ontario , le Centre de traitement pour enfants d'Ottawa , le Centre de réadaptation, le Centre régional de cancérologie et le Campus médical de l' Université d'Ottawa où se trouve la Faculté de médecine (également connue sous le nom de Centre des sciences de la santé). 

## Histoire
Le chemin Smyth était souvent appelé chemin Smith ou chemin John Smith jusque vers 1950. La route porte le nom de John Smyth, un bienfaiteur de l'Église anglicane Trinity, et de son père, William Smyth, l'un des premiers pionniers de la région. Leur nom de famille était à l'origine « Smith ».